# Candide (Bernstein)
Candide és una opereta còmica en dos actes composta per Leonard Bernstein el 1956, basada en la novel·la Càndid o l'optimisme de Voltaire. El llibret original fou escrit per Lillian Hellman. Del text s'han fet nombroses versions, però actualment s'utilitza la de Hugh Wheeler. El mateix Bernstein col·laborà al text, també amb Richard Wilbur, John Latouche, Dorothy Parker i Stephen Sondheim. En l'orquestració, ajudaren Hershy Kay, John Mauceri i Maurice Peress.
Víctima constant de l'infortuni, Candide desafia amb perseverança la idea segons la qual vivim en el millor dels mons possibles. Candide va ser una obra reescrita per l'autor per adaptar-la a formats propers a la comèdia musical. Bernstein proposa una partitura fresca, espontània, ocasionalment paròdica dels aires del segle xviii i sempre amb una innegable saviesa musical. El paper de soprano és un dels més compromesos per a soprano lírica lleugera per la seva coloratura a la cèlebre ària Glitter and be gay.